# Jimin
Jimin (kor. 지민; ur. 13 października 1995 w Pusan), właśc. Park Ji-min – południowokoreański piosenkarz, tancerz i autor tekstów. Członek boysbandu BTS należącego do wytwórni Big Hit Entertainment.

## Życiorys
Park Ji-min urodził się 13 października 1995 roku w Pusan. Jako dziecko uczęszczał do Hoedong Elementary School i Yonsan Middle School. W gimnazjum, w High School of Busan Arts, uczył się tańca współczesnego. W tym samym czasie uczęszczał do Just Dance Academy, gdzie uczył się poppingu i lockingu (rodzajów tańca ulicznego). Po sugestii nauczyciela odnośnie do przesłuchania do wytwórni muzycznej, Jimin trafił na Big Hit Entertainment. Po pomyślnym przesłuchaniu w 2012 roku rozpoczął okres stażu i przeniósł się do Korean Arts High School, którą ukończył w 2014 roku.
Po liceum zapisał się na Global Cyber University, które ukończył w sierpniu 2020 roku na specjalizacji Broadcasting and Entertainment. Od 2021 roku jest zarejestrowany jako student w Hanyang Cyber University, gdzie stara się o tytuł magistra administracji biznesowej w dziedzinie reklamy i mediów.

## Kariera

### BTS
13 czerwca 2013 roku zadebiutował jako wokalista i tancerz w zespole BTS w programie M Countdown z utworem „No More Dream” z ich pierwszego singla 2 Cool 4 Skool. Jako członek BTS nagrał trzy solowe piosenki – „Lie”, „Serendipity” i „Filter”. Pierwsza z nich została wydana na albumie Wings (2016), „Serendipity” została wydana jako piosenka wprowadzająca do albumu Love Yourself: Her (2017), natomiast „Filter” została umieszczona na albumie Map of the Soul: 7 (2020).
Zarówno „Serendipity”, jak i „Lie” przekroczyły pięćdziesiąt milionów odtworzeń na Spotify w 2018 roku, a wkrótce potem ukazała się pełna wersja pierwszej z nich na kompilacji Love Yourself: Answer (2018). Tym samym Jimin ustanowił nowy rekord jako jedyny koreański artysta, który ma trzy solowe utwory, które zgromadziły ponad 50 milionów odtworzeń każdy. Wcześniej Psy był jedynym koreańskim artystą, który kiedykolwiek przekroczył granicę 50 milionów odtworzeń, z utworami „Gangnam Style” (2012) i „Gentleman” (2013). Obie piosenki były również jedynymi solowymi piosenkami członka BTS, które znalazły się na liście 20 najczęściej odtwarzanych piosenek BTS w Wielkiej Brytanii w październiku 2018 roku na liście Official Charts Company, zajmując odpowiednio 17. i 19. miejsce w rankingu. W kwietniu 2019 roku lista ta została rozszerzona do 40 najlepszych utworów; oba utwory uplasowały się odpowiednio na 18. i 20. miejscu, czyli najwyżej z pięciu solowych utworów zawartych w owym roku.
W maju 2019 roku Jimin został pierwszym członkiem BTS, którego solowy teledysk osiągnął 100 milionów wyświetleń na YouTube, było to „Serendipity”. Był to dziewiętnasty teledysk BTS, który tego dokonał. Był jedynym członkiem zespołu z wieloma solowymi piosenkami na liście Top 40 Official Charts ze stycznia 2020 roku. „Lie” i „Serendipity” były drugą i trzecią najczęściej odtwarzaną solówką zajmując 24. i 29. miejsce, zaraz za utworem „Euphoria” innego członka BTS – Jungkooka, która uplasowała się na 19. miejscu. W lutym „Filter” ustanowił rekord za największy streaming spośród wszystkich koreańskich piosenek na Spotify, z ponad 2,2 milionami odtworzeń w ciągu pierwszych 24 godzin od premiery i tym samym stał się najszybszym koreańskim solo w historii platformy, przekraczając 20–60 milionów streamów. Był to także pierwszy i jedyny solowy b-side track BTS, który otrzymał nominację do piosenki roku na Gaon Chart Music Awards. Wraz z początkiem marca 2021 roku „Filter” znajdował się już 53 tydzień na liście World Digital Song Sales Billboardu – tym samym będąc piętnastą piosenką BTS, która notowana była przez cały rok.
W 2018 roku piosenkarz, wraz z pozostałymi członkami zespołu, został nagrodzony przez prezydenta Korei Południowej Orderem Zasługi Kulturalnej piątej klasy za szerzenie hallyu i przyczynianie się do rozwoju kultury popularnej i sztuki.

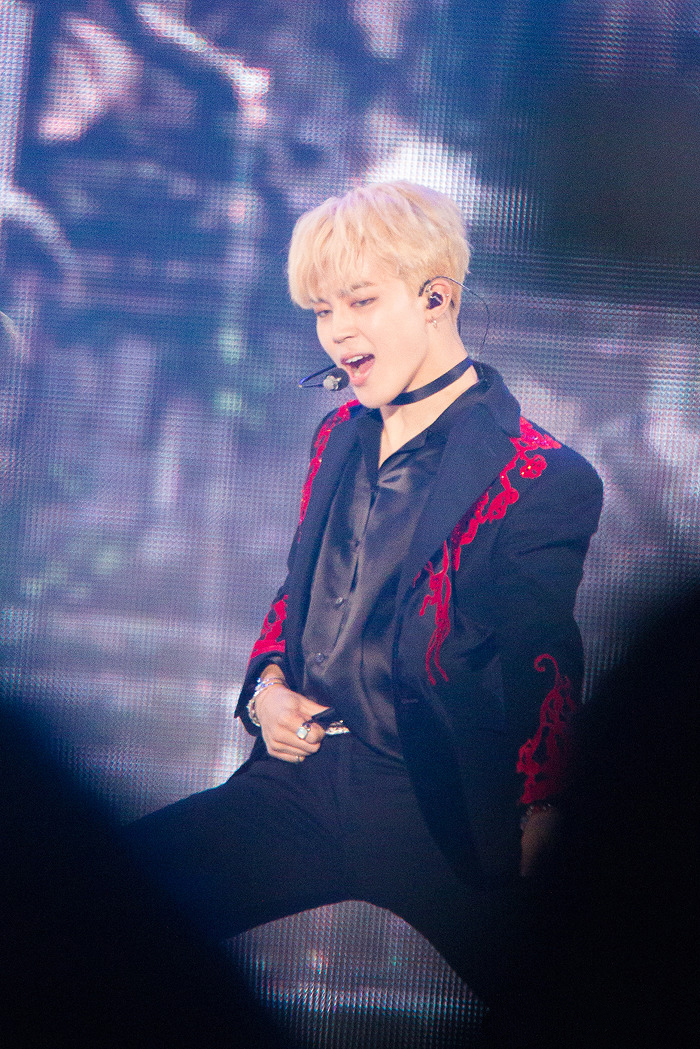
Jimin wykonujący „Blood Sweat & Tears” podczas Melon Music Awards w 2016 roku

### Solowa kariera
W 2014 roku Jimin wraz z innym członkiem BTS – Jungkookiem, nagrał piosenkę „Christmas Day”, będącą koreańską wersją „Mistletoe” Justina Biebera, do której koreański tekst napisał Jimin. Obaj członkowie ponownie współpracowali w 2017 roku przy coverze amerykańskiego piosenkarza Charliego Putha „We Don’t Talk Anymore” (2016), gdzie Jimin śpiewał partie Seleny Gomez, która pojawiła się w oryginalnej wersji piosenki. Jungkook wydał wcześniej solową wersję tego utworu w lutym owego roku, a obaj przygotowali duet jako specjalny prezent dla fanów zespołu, wydając go 2 czerwca podczas obchodów czwartej rocznicy debiutu. „Teen Vogue”, komentując pojawienie się Jimina w utworze, napisał, że „dodanie głosu Jimina do miksu sprawia, że wykonanie utworu stało się jeszcze piękniejsze”. Kanadyjski magazyn „Flare” również pochwalił jego wykonanie, mówiąc: „(...) bez obrazy, Selena – szczerze mówiąc, to może być lepsze od oryginału”. „Elite Daily” opisał cover jako „bezbłędny”.
W 2016 roku piosenkarz pojawiał się w wielu programach rozrywkowych, między innymi w Hello Counselor, Please Take Care of My Refrigerator i God’s Workplace. Był również prowadzącym w krajowych programach muzycznych, takich jak Show! Music Core czy M Countdown. Pod koniec grudnia 2016 roku wystąpił w tanecznym duecie z Taeminem z Shinee podczas KBS Song Festival.
30 grudnia 2018 roku Jimin wydał pierwszą solową piosenkę poza BTS – „Promise”, za darmo na stronie SoundCloud. 3 stycznia 2019 roku platforma ogłosiła, że „Promise” pobił rekord ustanowiony przez „Duppy Freestyle” Drake’a dla największego 24-godzinnego debiutu w historii. Opisana przez Billboard jako „łagodna, popowa ballada”, piosenka została skomponowana przez Jimina i producenta Big Hit, Slow Rabbit, który również wyprodukował utwór; autorami tekstu byli Jimin i RM. 24 grudnia 2020 roku piosenkarz wydał swój drugi singel „Christmas Love”, piosenkę o wspomnieniach z wakacji z okresu dzieciństwa. W 2022 roku wydał singiel „With You”, duet z Ha Sung-woonem, do ścieżki dźwiękowej dramatu TVN Our Blues.
W styczniu 2023 Jimin współtworzył i pojawił się w singlu „Vibe” Taeyanga. Był to jego pierwszy oficjalny projekt solowy od czasu, gdy BTS ogłosiło zwiększone skupienie na indywidualnych działaniach muzycznych rok wcześniej. Singiel zapewnił Jiminowi jego debiutancki udział na liście Billboard Hot 100 jako solisty, zajmując miejsce 76. W tym samym miesiącu ogłoszono, że Jimin zostanie globalnym ambasadorem marki Dior, a w marcu – ambasadorem marki Tiffany & Co. Jego debiutancki solowy album Face został wydany 24 marca i ustanowił kilka rekordów sprzedaży i list przebojów, debiutując na pierwszym miejscu w Korei Południowej i Japonii oraz na drugim w USA, czyniąc Jimina najwyżej notowanym koreańskim artystą solowym wszech czasów na liście Billboard 200. Dwa single z albumu, „Set Me Free Pt. 2” i „Like Crazy”, wydane odpowiednio 17 i 24 marca, oba weszły na listę Hot 100: pierwszy zadebiutował na pozycji 30, natomiast drugi na pozycji 1, czyniąc Jimina pierwszym koreańskim artystą solowym w historii, który zajął pierwsze miejsce na tej liście.

## Wpływ
W 2016 roku Jimin zajął 14. miejsce wśród najpopularniejszych idoli w corocznym badaniu przeprowadzanym przez firmę Gallup Korea. W 2017 roku zajął 7. miejsce, a następnie zajął 1. miejsce w 2018 i 2019 roku. Jimin jest jedynym idolem, który zajmuje pierwsze miejsce w rankingu przez dwa kolejne lata. W 2018 roku Jimin był dziewiątym najczęściej wspominanym celebrytą i ósmym najczęściej wspominanym muzykiem na świecie na Twitterze. Od stycznia do maja 2018 r. Jimin wygrywał comiesięczną nagrodę Peeper x Billboard Award dla „Najlepszego Solowego Artysty K-Popu”. Peeper x Billboard to współpraca między aplikacją mediów społecznościowych Peeper i Billboard Korea, która zbiera głosy fanów głosujących na ulubionych artystów K-popowych i ogłasza comiesięcznych zwycięzców. Nagrodą była darowizna na rzecz organizacji charytatywnej UNICEF w imieniu Jimina. W 2019 roku otrzymał tablicę z uznaniem od Cultural Conservation Society za wykonanie buchaechum, tradycyjnego koreańskiego tańca podczas Melon Music Awards w 2018 roku i pomoc w rozpowszechnianiu tego tańca poza Koreą.

## Filantropia
W latach 2016–2018 Jimin wspierał uczniów swojej byłej szkoły w Busan Hodong, pokrywając koszty mundurków. Po ogłoszeniu informacji o zamknięciu szkoły podarował absolwentom letnie i zimowe mundurki gimnazjalne oraz przekazał autografowane albumy dla całej szkoły.
Na początku 2019 roku Jimin przekazał 100 milionów koreańskich wonów (około 350 tys. złotych) Departamentowi Edukacji w Pusan, aby pomóc we wspieraniu uczniów z rodzin o niższych dochodach. W sumie 30 milionów jenów (około 105 tys. złotych) trafiło do Busan Arts High School, szkoły do której uczęszczał Jimin. W lipcu 2020 r. Jimin przekazał kolejne 100 milionów wonów koreańskich, tym razem fundacji Jeonnam Future Education Foundation, na utworzenie funduszu stypendialnego dla utalentowanych, ale mających problemy finansowe studentów z południowej prowincji Jeolla.

## Dyskografia

### Solowa

#### Albumy studyjne
| Rok  | Dane dot. albumu                                                                                  | Najwyższa pozycja | Najwyższa pozycja | Najwyższa pozycja | Najwyższa pozycja | Najwyższa pozycja | Najwyższa pozycja | Najwyższa pozycja | Najwyższa pozycja | Najwyższa pozycja | Sprzedaż                                         |
| Rok  | Dane dot. albumu                                                                                  | KOR (Circle)      | CAN               | GER               | ITA               | JPN               | JPN Hot           | NZ                | US                | US World          | Sprzedaż                                         |
| ---- | ------------------------------------------------------------------------------------------------- | ----------------- | ----------------- | ----------------- | ----------------- | ----------------- | ----------------- | ----------------- | ----------------- | ----------------- | ------------------------------------------------ |
| 2023 | Face - Wydany: 24 marca 2023 - Wytwórnia: Big Hit Music - Format: CD, digital download, streaming | 1                 | 10                | 7                 | 28                | 1                 | 1                 | 8                 | 2                 | 1                 | - KOR: 1 573 886+ - JPN: 224 870+ - US: 164 000+ |

#### Single cyfrowe
| Rok                                                       | Tytuł                       | Najwyższa pozycja | Najwyższa pozycja | Najwyższa pozycja | Najwyższa pozycja | Najwyższa pozycja | Najwyższa pozycja | Najwyższa pozycja | Najwyższa pozycja | Najwyższa pozycja | Najwyższa pozycja | Album         |
| Rok                                                       | Tytuł                       | KOR               | KOR               | AUS               | CAN               | JAP Hot           | NZ Hot            | UK                | WW                | US World          | US                | Album         |
| Rok                                                       | Tytuł                       | Circle            | Hot               | AUS               | CAN               | JAP Hot           | NZ Hot            | UK                | WW                | US World          | US                | Album         |
| --------------------------------------------------------- | --------------------------- | ----------------- | ----------------- | ----------------- | ----------------- | ----------------- | ----------------- | ----------------- | ----------------- | ----------------- | ----------------- | ------------- |
| 2018                                                      | „Promise” (약속)            | –                 | –                 | –                 | –                 | –                 | –                 | –                 | –                 | 2                 | –                 | –             |
| 2020                                                      | „Christmas Love”            | –                 | –                 | –                 | –                 | –                 | –                 | –                 | –                 | 3                 | –                 | –             |
| 2022                                                      | „With You” (z Ha Sung-woon) | 13                | –                 | –                 | –                 | –                 | 13                | –                 | 19                | –                 | –                 | Our Blues OST |
| 2023                                                      | „Set Me Free Pt. 2"         | 24                | 6                 | 71                | 45                | 59                | 4                 | 30                | 8                 | 1                 | 30                | Face          |
| 2023                                                      | „Like Crazy”                | 8                 | 3                 | 23                | 21                | 43                | 5                 | 8                 | 2                 | 1                 | 1                 | Face          |
| „–” oznacza, że singiel nie był notowany na danej liście. |                             |                   |                   |                   |                   |                   |                   |                   |                   |                   |                   |               |

#### Pozostałe utwory notowane
| Rok                                                       | Tytuł                | Najwyższa pozycja | Najwyższa pozycja | Najwyższa pozycja | Najwyższa pozycja | Najwyższa pozycja | Najwyższa pozycja | Najwyższa pozycja | Album              |
| Rok                                                       | Tytuł                | KOR               | KOR               | CAN               | NZ Hot            | UK                | US World          | US                | Album              |
| Rok                                                       | Tytuł                | Circle            | Hot               | CAN               | NZ Hot            | UK                | US World          | US                | Album              |
| --------------------------------------------------------- | -------------------- | ----------------- | ----------------- | ----------------- | ----------------- | ----------------- | ----------------- | ----------------- | ------------------ |
| 2016                                                      | „Lie”                | 19                | –                 | –                 | –                 | –                 | 2                 | –                 | Wings              |
| 2017                                                      | „Intro: Serendipity” | 18                | 7                 | –                 | –                 | –                 | 2                 | –                 | Love Yourself: Her |
| 2020                                                      | „Filter”             | 15                | 9                 | 88                | 10                | 100               | 1                 | 87                | Map of the Soul: 7 |
| 2023                                                      | „Face-Off”           | 64                | –                 | –                 | 25                | –                 | 4                 | –                 | Face               |
| 2023                                                      | „Interlude: Dive”    | 136               | –                 | –                 | –                 | –                 | –                 | –                 | Face               |
| 2023                                                      | „Alone”              | 112               | –                 | –                 | 33                | –                 | 5                 | –                 | Face               |
| „–” oznacza, że singiel nie był notowany na danej liście. |                      |                   |                   |                   |                   |                   |                   |                   |                    |